# Двойной подход
Двойно́й подхо́д — правовая теория в канадском конституционном праве, по которой законы, касающиеся одного и того же вопроса, могут создаваться как провинциальными, так и федеральным правительством. Обычно в федеративной системе вопросы законодательства закрепляются за каким-либо одним уровнем власти. Однако некоторые вопросы имеют несколько аспектов, если с одной стороны вопрос относится к компетенции одного уровня власти, а с другой стороны — к компетенции другого. Например, автодорожные законы подпадают под полномочие провинций в сфере права собственности и гражданских прав, но также могут касаться и уголовных преступлений, которые относятся к полномочию федеральных властей в сфере уголовного права.
Теория возникла на основе решения Тайного совета по делу Ходж против Королевы (1883), где было сказано, что «вопросы, которые с одной стороны и с одной целью подпадают под п. 92, могут с другой стороны и с другой целью подпадать под п. 91».

## Вопросы с применением двойного подхода
Судами рассмотрено несколько дел, где применён «двойной подход», то есть по данным вопросам законы может издавать как провинциальное, так и федеральное правительство:
- Азартные игры (англ.  R. v. Furtney 1991, 3 SCR 89 [26 сентября 1991 года] и Сименс против Манитоба (англ. Siemens v Manitoba (AG))[1]
- Банкротство (Робинсон против Countrywide Factors [1978][2])
- Регулирование ставки процента (Онтарио против Barfried [1963][3])
- Содержание супругов и опека детей (Папп против Паппа (1970)[4])
- Операции с использованием конфиденциальной информации (Multiple Access против Маккатчена (англ. Multiple Access Ltd v McCutcheon) [1982][5])
- Трезвость (Дело о местном запрете[англ.] [1896][6])
- Увеселительные мероприятия в тавернах (Таверны Rio Hotel против Нью-Брансуика[англ.] [1987][7])